# Pemba Sjever
Pemba Sjever je jedna od 30 administrativnih regija u Tanzaniji, u istočnoj Africi. 
Nalazi se na otoku Pembi. Glavni grad regije je Wete. Regiju čini sjeverni dio otoka Pemba i otoci u blizini sjevera Pembe kao što su Njao i Fundu.

## Okruzi
Regija Njombe ima dva okruga: 
- Micheweni
- Wete